# Акроним
Акронимът е вид абревиатура, която е образувана от началните звуци (букви) на съставляващите я думи и която се чете слято като една дума, а не буква по буква. Не са акроними абревиатурите: СССР (ес ес ес ер), КГБ (ка ге бе), СДС (се де се) и други. Думата БАН (Българска академия на науките) е акроним, защото не се чете буква по буква като бъ а нъ или като бе а не, а се чете като една дума, т.е. /бан/. Когато акронимите са взети от чужди езици, те често не се превеждат, например NATO на български е НАТО /нато/ (Организация на Северноатлантическия договор).
Понятието акроним фигурира в речника на българския език, но с едно единствено значение, което не съответства на горното определение: Съкращение на името на автор, образувано от елементи на истинското му име. В изданието на речника от 2001 г. изрично е отбелязана принадлежността на понятието акроним към литературната лексика. Понятието се използва и в кооперираната онлайн библиографска система COBISS като параметър – за означаване на съкращенията на имената на библиотеки:
Примери за акроними в COBISS:
COBISS – акроним на Кооперирана онлайн библиографска система и услуги 
OPAC – акроним на Open Public Access Catalog
При изписването на акроними, вкл. с букви от българската азбука, не се поставят кавички, тъй като акронимите са вид абревиатура, а абревиатурите не се ограждат в кавички.
Примери за акроними:
- БАН: Българска академия на науките
- laser: light amplification by stimulated emission of radiation, на български – лазер
- комсомол: коммунистический союз молодёжи (от руски – комунистически съюз на младежта)
- Gestapo: Geheime Staatspolizei (от немски – Гестапо, тайна държавна полиция)
- НАТО: Организация на Северноатлантическия договор (от английски: North Atlantic Treaty Organization – NATO)
- СПИН: Синдром на придобита имунна недостатъчност (от английски – Acquired ImmunoDeficiency Syndrome, AIDS)
- FIFA: Fédération Internationale de Football Association (на български: Международна федерация на футболните асоциации)
- BART: Bay Area Rapid Transit (на български: бърз транспорт на Района на Залива)
- ZIP код: Zone Improvement Plan code (на български: код на плана за подобрение на зоните)
- OPEC / ОПЕК: Organization of the Petroleum Exporting Countries (на български: Организация на страните износителки на петрол)
- СИВ: Съвет за икономическа взаимопомощ
- Коминформбюро: Комунистическо информационно бюро
- СИП: Свободно избираем предмет.
- СЕМ : Съвет за електронни медии

От абревиатури и акроними може да се образуват производни на тях думи чрез добавяне на наставка и употребата им като корен на думата:
седесар, сотаджия, дансаджия
Поставянето на тире между наставката и корена, образуван от акроним или абревиатура чрез добавяне на гласни за нейното озвучаване, е неправилно.